# Sort skovvagtel
Den sorte skovvagtel (latin: Melanoperdix niger) er en 24-27 cm lang hønsefugl med et tykt næb, grå ben og mørkebrun iris. Hannen er sort med sort næb, mens hunnen er brun med hvidlig hals og mave og mindre end hannen. Den findes i Malaysia, Borneo, Sumatra i det sydøstlige Asien, mens den nu er uddød i Singapore. Hunnen lægger normalt 5-6 hvide æg, som tager 18-19 dage at udruge. Skovvagtlen vejer ca. 280 gram. 